# Possedaria
Possedaria (in croato Posedarje) è un comune della regione zaratina, in Croazia, situato nella parte nord-occidentale della baia di Novegradi (Novigradsko more). Di fronte al villaggio di Possedaria ci sono tre isolotti: Santo Spirito, scoglio Piccolo (Mali Školj) e scoglio Grande (Veli Školj).

## Geografia antropica

### Località
Il comune di Possedaria è suddiviso in quattro frazioni (naselja):
- Castel Venier[7] (Vinjerac)
- Islam Latino[8] (Islam Latinski)
- Possedaria (Posedarje), sede comunale
- Slivnizza[9] (Slivnica)